# Chapelle Saint-Mathieu de Kerc'hras
La chapelle Saint-Mathieu de Kerc'hras est un édifice situé à Névez, en France.

## Localisation
La chapelle est située sur le territoire de la commune de Névez, au lieu-dit Kerc'Has, dans le département du Finistère, en région Bretagne.

## Description
La présence d'une source et de blocs de pierre permet de penser qu'en ce lieu pouvait exister un culte celtique. La chapelle date du  XVIIIe siècle (année 1753 portée sur le clocher) , et a servi de chapelle secondaire pour les paysans éloignés du bourg, ainsi que lieu de pèlerinage avec un culte particulier à Saint-Mathieu. La chapelle est construite selon un plan rectangulaire, elle se termine par un chevet à pans coupés. Elle possède une nef unique, sans collatéral ni transept. La façade occidentale est percée d'une porte à arc en plein cintre, à clef d'arc en saillie. La porte est surmontée d'un fronton en saillie, lui-même surmonté d'une petite ouverture rectangulaire.

## Historique
La chapelle est inscrite au titre des monuments historiques par arrêté du 23 mars 1972.

## Galerie

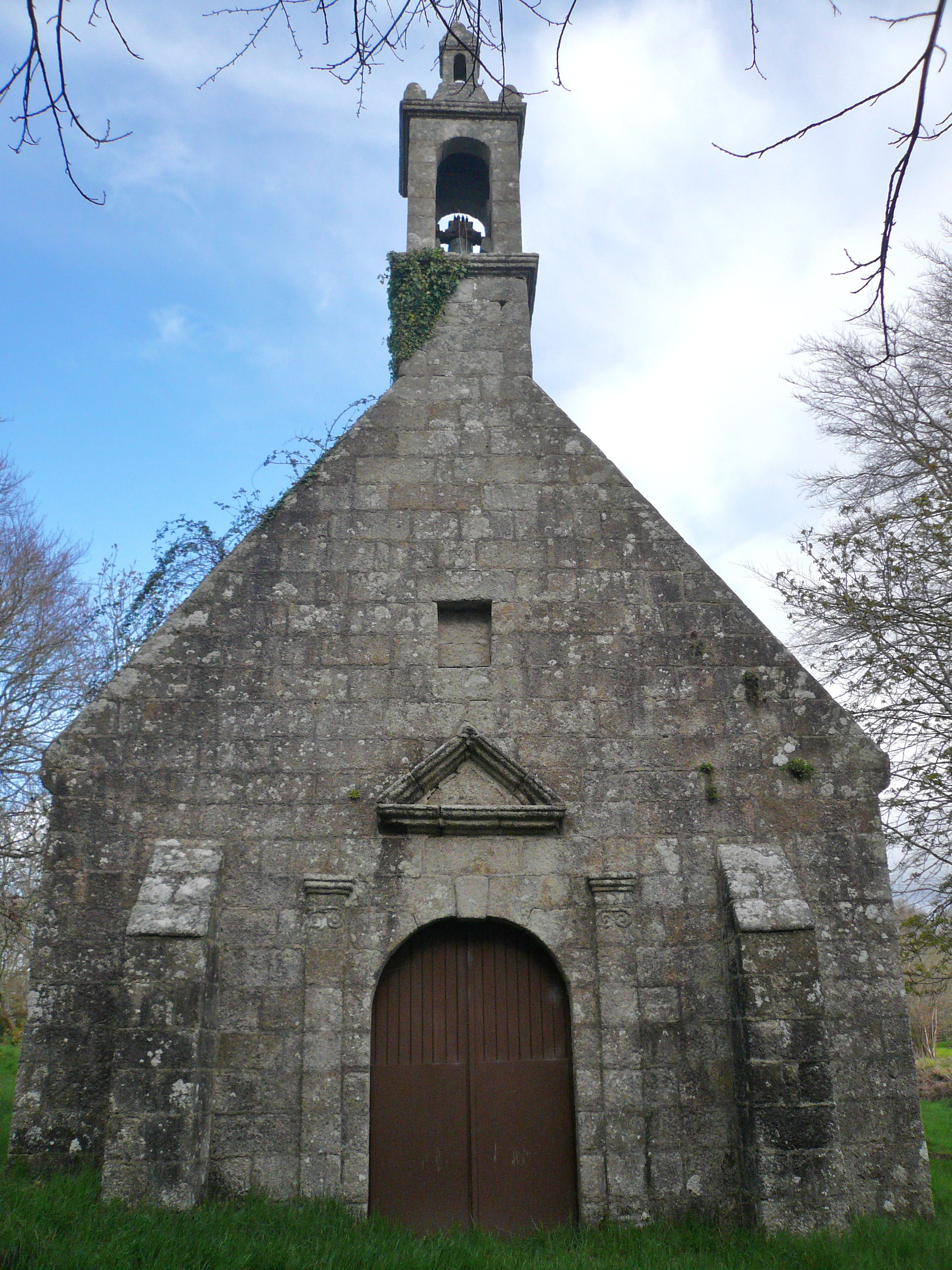
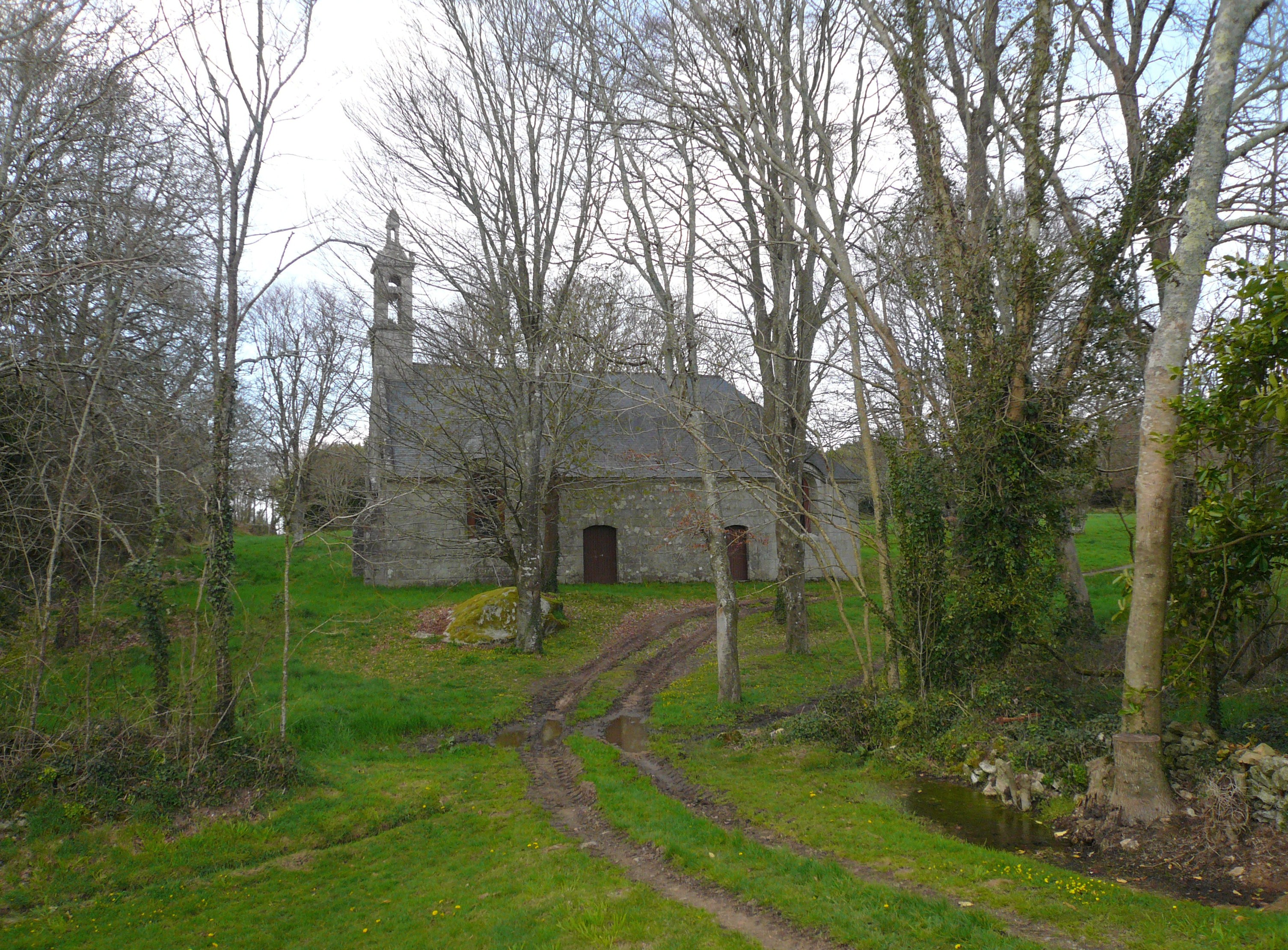
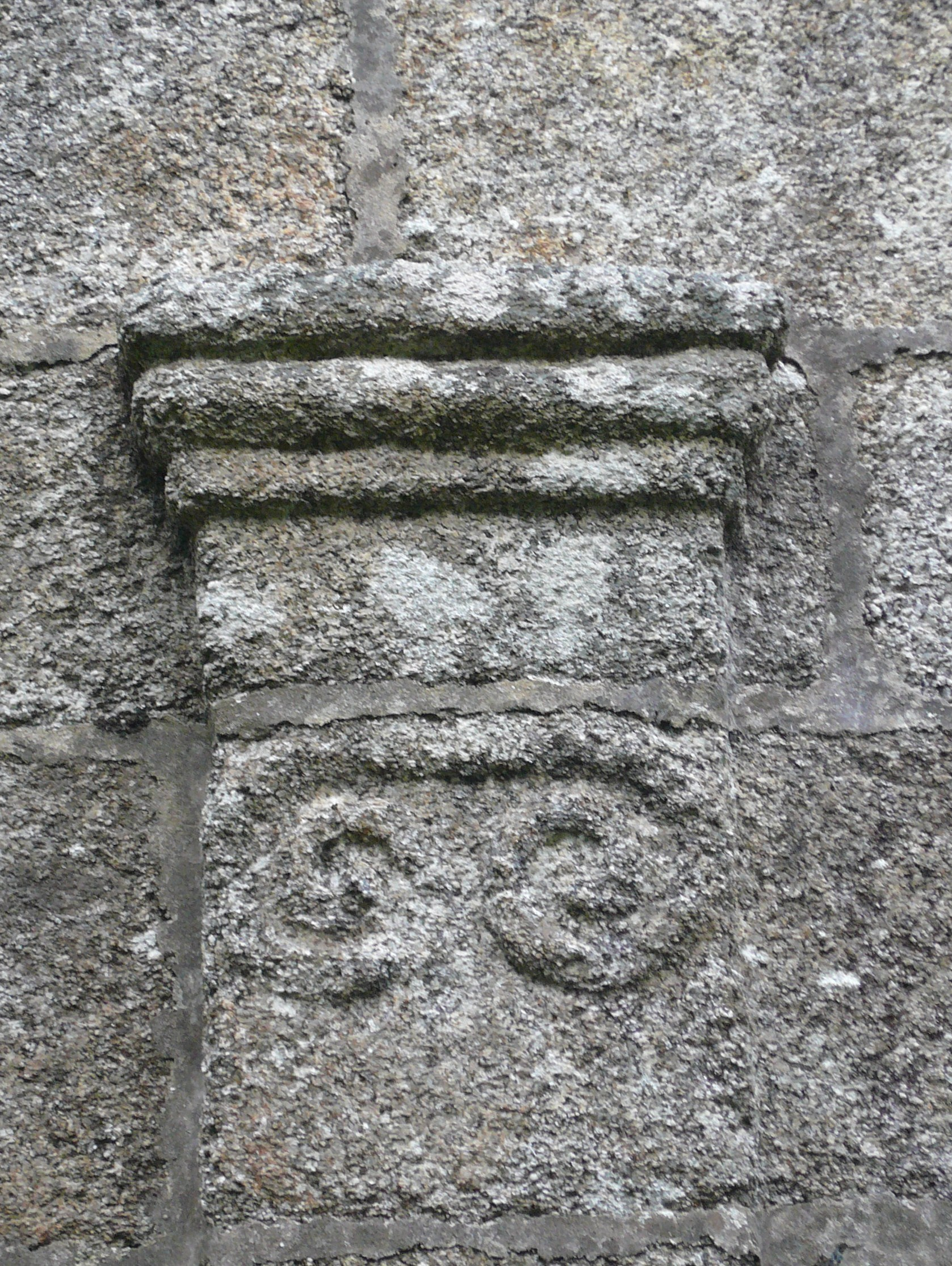